# Final Destination (album)
Albums de Coldrain
The Enemy Inside
(2011)
Singles
1. Fiction
Sortie : 5 novembre 2008
2. 8AM
Sortie : 8 avril 2009

Final Destination est le premier album studio du groupe de rock japonais Coldrain. Bien que Coldrain utilise des éléments lourds dans l’instrumentation, des notes de guitare acoustique ont été intégrées à la chanson Survive et 8AM.

## Liste des titres
Toutes les paroles sont écrites par Masato.
| No  | Titre                   | Musique             | Durée |
| --- | ----------------------- | ------------------- | ----- |
| 1.  | Final destination       | Masato & Y.K.C      | 3:23  |
| 2.  | Counterfeits & lies     | Masato, Sugi, Y.K.C | 3:33  |
| 3.  | Someday                 | Masato & Y.K.C      | 3:59  |
| 4.  | Fiction (Album version) | Masato & Y.K.C      | 3:29  |
| 5.  | Just tonight            | Masato & Y.K.C      | 3:20  |
| 6.  | 24-7                    | Masato, Sugi        | 3:03  |
| 7.  | Doors                   | Masato & Y.K.C      | 3:25  |
| 8.  | Déjà vu                 | Masato, Sugi        | 4:17  |
| 9.  | Survive                 | Masato, Sugi        | 3:32  |
| 10. | My addiction            | Masato & Y.K.C      | 4:19  |
| 11. | Painting                | Masato & Y.K.C      | 3:33  |
| 12. | 8AM (Album version)     | Masato & Y.K.C      | 3:27  |

## Interprètes
- Masato David Hayakawa (マサト Masato) : chant
- Ryo Yokochi (ヨコチ Y.K.C) : guitare solo
- Kazuya Sugiyama (スギ Sugi) : guitare rythmique, chœurs
- Ryo Shimizu (リョウ RxYxO) : basse, chœurs
- Katsuma Minatani (カツマ Katsuma) : batterie